# Crime plurissubjetivo
O crime plurissubjetivo é aquele que exige a participação de dois ou mais agentes para a sua execução, em oposição ao crime unissubjetivo. Classifica-se conforme o modo como é executado, em crimes de condutas paralelas (quando as ações dos sujeitos se desenvolvem em colaboração, havendo um auxílio mútuo), crimes de condutas convergentes (em que as condutas partem de pontos opostos, vindo a encontrarem-se posteriormente) e crimes de condutas contrapostas (em que as condutas partem de pontos opostos e desenvolvem-se uma contra a outra).
O crime plurissubjetivo (ou de concurso necessário) exige necessariamente o concurso de várias pessoas (associação criminosa, rixa etc). As condutas dessas várias pessoas podem ser paralelas (quadrilha ou bando), convergentes (bigamia) ou contrapostas (rixa). A classificação em destaque tem como ponto de referência o sujeito ativo da infração. Quando o crime exige vários sujeitos passivos (crime de violação de correspondência, v.g., que afeta o remetente e o destinatário) chama-se crime de dupla subjetividade passiva.